# Jader
Jader  è un nome proprio di persona italiano maschile.

## Varianti
- Maschili: Jàder[4], Iader[3][5]

## Origine e diffusione
Si tratta di un nome di origine punica e dall'etimologia non chiara, giunto in italiano tramite le forme latine Iader/Jader e Iaderis/Jaderis. In rari casi può anche avere origine paleonimica, dal Iader e Iadera, antichi toponimi rispettivamente in latino e greco con cui veniva chiamata la città di Zara.
Nome di scarsa diffusione, è accentrato in Emilia-Romagna (dove godono di particolare favore i nomi terminanti in -er) e, secondariamente, in Toscana, anche grazie al culto di santo Jader.

## Onomastico
L'onomastico si festeggia il 10 settembre in ricordo di santo Jader, vescovo in Numidia e martire.

## Persone

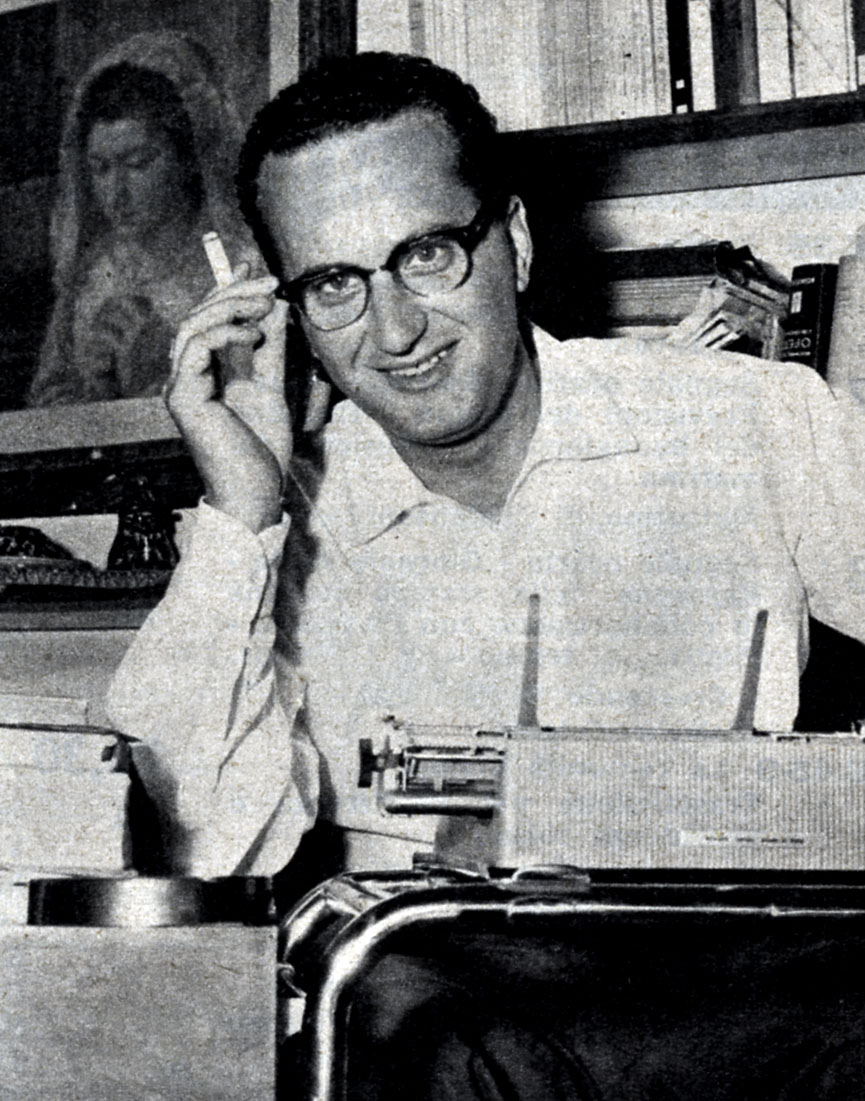
Jader Jacobelli

- Jader Barbalho, politico e imprenditore brasiliano
- Jader Barbosa da Silva Gentil, calciatore brasiliano
- Jader Fornari, giocatore di calcio a 5 brasiliano naturalizzato italiano
- Jader Jacobelli, giornalista italiano
- Jader Valencia, calciatore colombiano
- Jader Volnei Spindler, calciatore brasiliano